# 兴隆街道 (济南市)
兴隆街道，是中华人民共和国山東省济南市市中区下辖的一个乡镇级行政单位。

## 行政区划
兴隆街道下辖以下地区：
兴隆一村、兴隆二村、兴隆三村、白土岗村、大岭村、小岭村、搬倒井村、钅广村、涝坡村、王家窝坡村、郭家窝坡村、郑家窝坡村、候家村、义和村、青桐山村和斗母村。